# Groeibriljant
Een groeibriljant is een sieraad met een briljant (een diamant die volgens het briljantslijpsel geslepen is), waarvoor een juwelier de mogelijkheid biedt om het sieraad met bijbetaling in te wisselen voor een sieraad met een grotere briljant of een uitbundiger ontwerp dan het vorige sieraad. Op deze wijze 'groeit' de diamant of het sieraad.

## Geschiedenis
De groeibriljant bestaat in ieder geval sinds 1932; in dat jaar begon juwelier Willigen en Zonen uit Den Haag met het 'groei'-concept.

## Vermeldingen in de media
De groeibriljant komt soms ook ter sprake in de media, bijvoorbeeld:
- Er wordt een groeibriljant beschreven in het boek En joeg de vossen door het staande koren (1982) van Jan Siebelink.
- Volgens een nieuwsbericht van NOS Nieuws werd in een zitting in mei 2019 over de dood van Anne Faber verwezen naar "de verdwenen juwelen", "zoals de groeibriljant die ze van haar vader had gekregen".[5]

## Andere betekenissen
De term 'groeibriljant' wordt in figuurlijke zin ook wel gebruikt om een onderneming of sector aan te duiden die veel potentie heeft om bij te dragen aan economische groei.